# CLB IId
CLB IId, CLB IIe - швидкісні тендерні паротяги Галицької залізниці імені Карла Людвіга (CLB).

## Історія
Для залізниці закупили 18 паротягів серії 1B у Maschinenfabrik Esslingen (1870/71) і у Wiener Neustädter Lokomotivfabrik (1878/82). Вони отримали відповідно позначення CLB IId (№ 1–4, 14, 21–23, 33, 37), CLB IIe, а після одержавлення залізниці (1892) вони отримали позначення kkStB 22 і номери 31-48 і назви LWÓW, KRAKÓW, JANÓW, LUBIÉN, GROM, PODOLE, ISKRA, WULKA, POŁOT, LIPZ. При модернізації паротяги отримали нові котли.
На 1917 використовувались ще три паротяги kkStB 22, які після завершення війни потрапили до СРСР (1), ПДЗ (2).
На Ц.к. залізниці імені кронпринца Рудольфа (KRB) використовували для паротягів позначення серія 22, яке замінили 1905 на серію 122.01–04.

### Технічні дані паротяга CLB IId/KkStB 22
|                              |                                            |
| Розміри                      | Параметри                                  |
| Роки випуску                 | 1870–1871, 1878, 1882                      |
| Країна-виробник              | Австро-Угорська імперія                    |
| Завод-виробник               | - Maschinenfabrik Esslingen - Wr. Neustadt |
| Ширина колії                 | 1435 mm                                    |
| Тип                          | 1B n2                                      |
| Кількість циліндрів          | 2                                          |
| Діаметр циліндрів            | 395 мм                                     |
| Хід поршня                   | 632 мм                                     |
| Діаметр рушійних коліс       | 1574 мм                                    |
| Діаметр підтримуючих коліс   | 1258 мм                                    |
| Загальна колісна база        | 3320 мм                                    |
| Загальна колісна база×Тендер | 10395 мм                                   |
| Тиск пари                    | 10,0 атм.                                  |
| Випаровуюча поверхня котла   | 111,50 м²                                  |
| Площа труб нагріву           | 7,50 м²                                    |
| Площа колосникових ґрат      | 1,64 м²                                    |
| Тендер                       | серія 20, 34                               |
| Маса паротяга порожнього     | 33,4 т                                     |
| Маса паротяга робоча         | 38,1 т                                     |